# Дэвис, Дон Синклер
Дон Синклер Дэвис (англ. Don Sinclar Davis, род. 4 августа 1942, Орора, США — ум. 29 июня 2008, Гибсонс, Канада) — американский характерный актёр,, художник и капитан Армии США. Наиболее известен по ролям в телевизионных сериалах: генерал Джордж Хаммонд в сериале «Звёздные врата: SG-1», капитан Уильям Скалли в «Секретных материалах», майор Гарленд Бриггс в «Твин Пикс».

## Биография
Дон Дэвис родился и вырос в США, в городе Орора, штат Миссури. В 1965 году он получил степень бакалавра с двойной специализацией в гуманитарных науках и драматическом искусстве в колледже при Юго-Западном университете штата Миссури. Три года проходил действительную военную службу в армии США в Корее и вышел в отставку в звании капитана.
В 1970 году получил степень магистра драматического искусства в Университете Южного Иллинойса, а в 1982 — степень доктора философии с диссертацией «Эволюция сценографии в западном театре».
Переехав в Ванкувер, Дэвис работал преподавателем в Университете Британской Колумбии, параллельно начав сниматься в небольших ролях на телевидении. В 1987 году он оставил преподавательскую деятельность, которой занимался почти 17 лет, чтобы полностью посвятить себя съёмкам. 
Он начал работать в киноиндустрии в 1980-х годах, одновременно преподавая в Университете Британской Колумбии .  В 1987 году он прекратил преподавание, чтобы полностью посвятить себя актерскому мастерству. 

### Карьера
Первой постоянной работой на телевидении стал телесериал «Секретный агент Макгайвер», главную роль в котором исполнял актёр Ричард Дин Андерсон. Дон Дэвис появился в эпизодических ролях в двух сериях телесериала, а в остальное время работал дублёром постоянного участника съёмочной группы, актёра Даны Элкара, с которым его часто путали из-за внешнего сходства.
Всего Дэвис снялся примерно в четырёх десятках телесериалов, среди которых «Твин Пикс», «Секретные материалы», «Тёмная зона», «Западное крыло», «За гранью возможного», «Полтергейст», «Горец», «Сверхъестественное». При кастинге на роль в пилотной серии «Твин Пикс» ему даже не пришлось проходить прослушивание: «Я встретился с создателем сериала Дэвидом Линчем и на самом деле не читал ему — мы просто пообщались… Ему понравилась химия, которая была у меня с другими актёрами… Это был самый счастливый случай, который мог быть. По крайней мере, дюжина людей из того шоу стали друзьями на всю жизнь. Это был опыт, изменивший мою жизнь». 
После роли майора Бриггса в «Твин Пиксе» актёр часто играл военных. На киноэкране он появлялся в небольших ролях в таких фильмах как «Скалолаз» с Сильвестром Сталлоне, «Воздушная тюрьма» с Николасом Кейджем, «6-й день» с Арнольдом Шварценеггером, «Их собственная лига» с Джиной Дэвис.
В 1997 году Дэвис в роли генерала Хаммонда начал съёмки в научно-фантастическом телесериале «Звёздные врата: SG-1», где вновь встретился с Ричардом Дином Андерсоном. Он был членом основного состава в течение первых семи сезонов. В 2003 году из-за проблем со здоровьем он покинул телесериал, но до 2007 года появлялся в эпизодических ролях в некоторых сериях как телесериала «Звёздные врата: SG-1» (сезоны 8-10), так и в его спин-оффа «Звёздные врата: Атлантида», а в 2008 году сыграл в фильме «Звёздные врата: Временной континуум», который вышел уже после его смерти.

### Личная жизнь
После развода со своей женой Сэнди, в браке с которой у него родился сын Мэттью, в 2003 году Дэвис женился на костюмере Руби Флеминг.
Дэвис также известен как художник, скульптор и резчик по дереву. Его работы можно найти в галереях, частных коллекциях и небольших музеях.
Умер 29 июня 2008 года в канадском городе Гибсонс, Британская Колумбия, от обширного инфаркта.

## Фильмография
- 2009 — Незваные / Uninvited— Хэнсон
- 2009 — Виверн – крылатый дракон / Wyvern
- 2008 — Far Cry / Far Cry
- 2008 — Гадюки / доктор Сильвертон
- 2008 — Ужасы Лох-Несса / Beyond Loch Ness (телефильм) — Нил Чэпмен
- 2008 — Звёздные врата: Временной континуум / Stargate: Continuum (direct-to-video) — генерал-лейтенант Джордж Хаммонд
- 2007 — Сид: Месть восставшего / Seed — Дэвис
- 2007—2008 — Флэш Гордон / Flash Gordon (телесериал, эпизоды «Conspiracy Theory» и «Revolution: Part 1») — мистер Митчелл
- 2007 — Сверхъестественное / Supernatural (телесериал, эпизод «Sin City») — Троттер
- 2006 — Ясновидец / Psych (телесериал, пилотный эпизод) — мистер МакКэлум
- 2005—2006 — Мёртвая зона / The Dead Zone (телесериал, эпизоды «Vanguard», «Saved», «Forbidden Fruit») — сенатор Харлан Эллис
- 2005 — Западное крыло / The West Wing (телесериал, эпизод «In God We Trust») — Дон Батлер
- 2004 — Андромеда / Andromeda (телесериал, эпизод «The Eschatology of Our Present») — Авиньери
- 2004 — Чудо / Miracle — Боб Флеминг
- 2004 — Звёздные врата: Атлантида / Stargate: Atlantis (телесериал, эпизод «Дом») — генерал-майор Джордж Хаммонд
- 2003 — Сумеречная зона / The Twilight Zone (телесериал, эпизод «Мемфис») — доктор Тейт
- 2001 — Между жизнью и смертью / Hostage Negotiator — Александр Дэниелс
- 2001 — Смертельные маленькие секреты / Deadly Little Secrets — шеф
- 2000 — 6-й день / The 6th Day — кардинал де ла Хойя
- 2000 — Подозрительная река / Suspicious River — мужчина в футболке
- 1999 — Атомный поезд / Atomic Train (телефильм) — генерал Гарлан Форд
- 1997 — Воздушная тюрьма / Con Air — человек в автомобиле
- 1997—2007 — Звёздные врата: SG-1 / Stargate SG-1 (телесериал, 1—7 сезон, далее — отдельные эпизоды) — бригадный генерал/генерал-майор/генерал-лейтенант Джордж Хаммонд
- 1996 — Ангел с Пенсильвания-авеню / Angel of Pennsylvania Avenue — Дьюи
- 1996 — Полтергейст / Poltergeist: The Legacy (телесериал, эпизод «The Inheritance») — Гарольд Таггарт
- 1996 — Фанат / The Fan — Стук
- 1996 — Аляска / Alaska — сержант Грейзер
- 1996 — Братья границы / Brothers of the Frontier (телефильм) — Байрон Холкомб
- 1995 — Лесник, повар и дыра в небе / The Ranger, the Cook and a Hole in the Sky (телефильм) — мистер Смит
- 1995 — За гранью возможного / The Outer Limits (телесериал, эпизоды «Голос разума», «Ад Наяву») — генерал Каллахан, детектив Уилсон
- 1995 — Чёрный лис / Black Fox (телефильм)
- 1994 — Секретные материалы / The X Files (телесериал, эпизоды «За морем» и «Один вздох») — капитан Уильям Скалли
- 1993 — Горец / Highlander (телесериал, эпизод «Возвращение Аманды») — Паланс
- 1993 — Самое необходимое (Необходимые вещи) / Needful Things — преподобный Уилли Роуз
- 1993 — Скалолаз / Cliffhanger — Стюарт
- 1992 — Герой / Hero — наблюдатель за условно осуждёнными
- 1992 — Его зовут Коломбо / Columbo (телесериал, эпизод «Синица в руках») — Берти
- 1992 — Их собственная лига / A League of Their Own — тренер Чарли Коллинз
- 1992 — Кафе кошмаров / Nightmare Cafe (телесериал, эпизод «Aliens Ate My Lunch») — шериф Дэн Филчер
- 1992 — Каффс / Kuffs — полицейский инструктор по оружию
- 1991 — Омен 4: Пробуждение / Omen IV: The Awakening (телефильм) — Джейк Мэдисон
- 1991 — Таинственное свидание / Mystery Date — Доэни
- 1991 — Капитан Крюк / Hook — доктор Филдс
- 1990 — Твин Пикс / Twin Peaks (телесериал) — майор Гарленд Бриггс
- 1990 — В ожидании лучшего / Waiting for the Light — доктор Норман
- 1990 — Уж кто бы говорил 2 / Look Who’s Talking Too — доктор Флейшер
- 1990 — Муштра / Cadence — Хейг
- 1990 — Закон Лос-Анджелеса / L.A. Law (телесериал, эпизод «Bound for Glory») — судья Ричард Бартек
- 1990 — Танец в цепях / Chaindance — сержант
- 1990 — Воспоминания об убийстве / Memories Of Murder (телефильм)
- 1989 — Уж кто бы говорил / Look Who’s Talking — доктор Флейшер
- 1989 — Под звёздами / Beyond the Stars — Бил Клоусон
- 1987—1988 — Секретный агент Макгайвер / MacGyver (телесериал, эпизоды «Blow Out» и «The Endangered») — водитель бетономешалки, Уайатт Портер
- 1988 — Наблюдатели / Watchers — ветеринар
- 1985 — Путешествие Натти Ганн / The Journey of Natty Gann — кондуктор в поезде